# Milly Scott

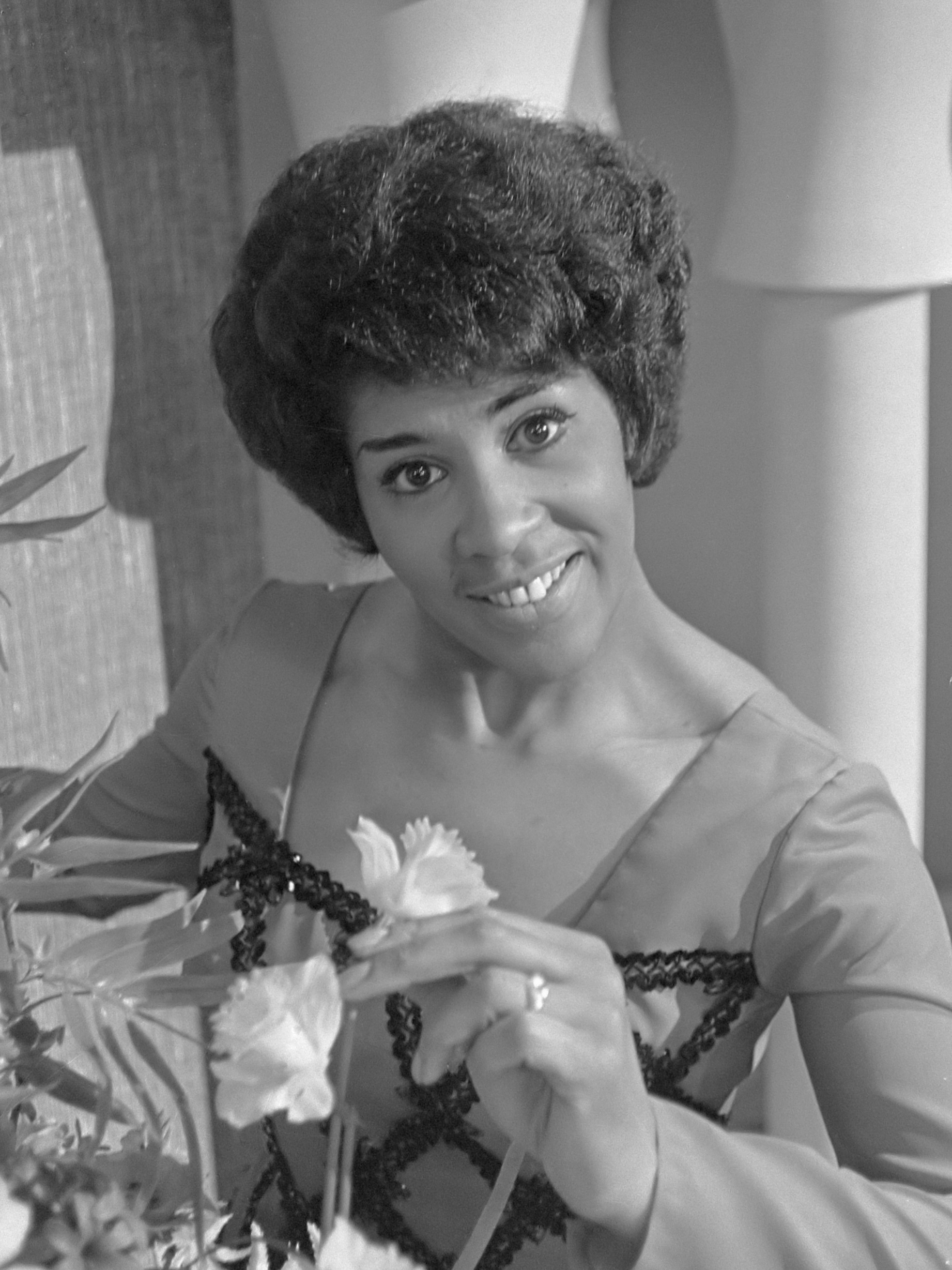
Milly Scott (1966)

Milly Scott (nome verdadeiro:  Marion Henriette Louise Molly, Den Helder, 29 de dezembro de 1933-) é uma cantora e atriz neerlandesa de origem surinamesa. Ficou conhecida na Europa por ter sido a primeira cantora negra a participar no  Festival Eurovisão da Canção.

## Festival Eurovisão da Canção
Milly Scott construiu a sua carreira musical como uma bem sucedida cantora jazz em clubes noturnos, o que lhe deu direito a ter o seu próprio programa televisivo chamado Scott in de Roos, em 1965. No ano seguinte, foi convidada para participar na seleção neerlandesa do Festival Eurovisão da Canção 1966, onde  a sua canção "Fernando en Filippo" foi uma clara vencedora.. Scott participou no Festival Eurovisão da Canção em  5 de março de  1966 , onde a sua canção terminou num modesto décimo-quinto lugar (entre 18 concorrentes), tendo apenas recebido 2 pontos: 1 voto do Reino Unido e Irlanda respetivamente. . Scott ficou desapontada e atribuiu aquela má classificação ao fa(c)to de naquela época existir racismo por parte dos júris europeus. 

## Carreira posterior
Se bem que nunca tenha lançado nenhum êxito comercial, o certo é ela teve uma carreira como cantora jazz que a levou a países como Inglaterra, Alemanha e Suécia. Como atriz, participou em várias série televisivas no seu país natal, tendo o seu papel mais bem conhecido o de Baby Miller, numa série dramática "Vrouwenvleugel" que tinha como cenário uma prisão feminina.